# Mất mát thú nuôi
Mất mát thú nuôi (Animal loss) là các cảm xúc đau buồn của con người khi mất đi những con thú nuôi, thú cưng của mình. Cái chết của một con vật cưng hoặc một con vật mà chúng trở nên gắn bó về mặt tình cảm đôi khi dẫn đến sự đau buồn có thể sánh ngang với cái chết của một người thân yêu, hoặc thậm chí còn lớn hơn tùy thuộc vào từng cá nhân và mối quan hệ gắn kết với thú cưng. Cái chết có thể được cảm nhận dữ dội hơn khi chủ sở hữu quyết định kết thúc cuộc sống của con vật cưng bằng cách sử dụng biện pháp an tử động vật.
Mặc dù có bằng chứng mạnh mẽ cho thấy động vật có thể cảm thấy mất mát như vậy đối với các động vật khác, nhưng bài viết này tập trung vào cảm xúc của con người, khi một con vật bị mất, chết hoặc ra đi theo những cách nào đó. Không có khoảng thời gian nhất định để quá trình đau buồn xảy ra. Tuy nhiên, sự thương tiếc còn dữ dội hơn nhiều đối với một con vật cưng mà người chủ phụ thuộc vào tình cảm dành cho nó, đặc biệt là với trẻ em. Nỗi đau mất đi thú cưng to lớn chẳng kém gì nỗi đau mất đi người thân vì sợi dây vô hình thắt chặt tình cảm giữa thú cưng và chủ đã vượt khỏi rào cản giống loài để gần gũi nhau hơn, đối với trẻ em, mất đi con vật yêu đôi khi còn tệ hơn mất đi người họ hàng xa.
Ngoài ra, một số chủ sở hữu vật nuôi có thể cảm thấy không thể bày tỏ sự đau buồn của họ do các phong tục và chuẩn mực xã hội xung quanh vật nuôi. Nếu chủ sở hữu vật nuôi cảm thấy đau buồn, đau khổ sẽ tăng lên. Mặc dù những cụm từ có ý nghĩa tốt như "thời gian chữa lành mọi vết thương" (time heals all wounds) có thể chỉ đơn giản là khiến chủ vật nuôi đau buồn buồn phiền, nhưng đúng là yếu tố cần thiết cho tất cả các chiến lược đối phó là thời gian. Mặc dù mất đi thú cưng có lẽ sẽ làm xáo trộn cuộc sống, thậm chí là gây ra bệnh trầm cảm, nhưng trong hoàn cảnh nào đó, những người xung quanh không cho rằng mất đi thú cưng lại đau đớn hơn mất đi người thân được.
Đối phó với hoàn cảnh này cũng bao gồm việc hiểu những cảm xúc xung quanh việc mất một con vật cưng, và sau đó chấp nhận những cảm xúc đó để tập trung vào các giải pháp tích cực. Đối với con người, việc mất đi thú cưng không đơn giản chỉ là mất đi vật nuôi, mà còn là mất đi một người bạn đồng hành. Để vượt qua nỗi đau sau khi thú cưng qua đời không phải là điều dễ dàng. Người chủ sẽ trải qua giai đoạn thương tiếc và cần phải dựa vào sự hỗ trợ của gia đình và bạn bè để tiếp tục cuộc sống của mình, cũng muốn nên bày tỏ sự tôn kính đối với những kỷ niệm có liên quan đến vật nuôi nhằm vượt qua cảm xúc và thể hiện sự kính trọng đối với thú cưng mới qua đời.

## Các liệu pháp
Trải qua giai đoạn thương tiếc và nên kiên nhẫn và cho phép bản thân bộc lộ niềm thương tiếc đối với thú cưng là cách quan trọng để vượt qua sự mất mát của vật nuôi. Ngăn chặn cảm giác tội lỗi về cái chết của thú cưng là một trong những giai đoạn đầu tiên của thương tiếc đó là cảm thấy tội lỗi và trách nhiệm đối với sự mất mát của vật nuôi, vì không chỉ sẽ cảm thấy tồi tệ hơn và khó vượt qua được nỗi thương tiếc của mình, và nghĩ rằng không có trách nhiệm về cái chết của thú cưng và rằng sự kiện này ngoài tầm kiểm soát, nếu tin vào đấng tối cao, có thể cầu nguyện cho cái chết của vật nuôi và nói chuyện với thần linh để vượt qua cảm giác tội lỗi.
Một giai đoạn ban đầu khác của thương tiếc đó là phủ nhận cái chết của thú cưng và cho rằng chúng vẫn còn sống, người chủ sẽ cảm thấy khó khăn khi về nhà không thấy người bạn thú của mình ngồi chờ trước cửa hoặc không cho chúng ăn mỗi tối như thường lệ. Thay vì cho rằng thú cưng vẫn còn sống, thì nên chấp nhận sự thật đau thương này, việc chối bỏ cái chết của vật nuôi sẽ khiến khó vượt qua sự mất mát và sống tiếp. Cũng cần phải giải tỏa cơn giận một cách lành mạnh như khi trải qua giai đoạn thương tiếc đó là giận dữ về tên lái xe đã giết chết thú cưng, bệnh tật khiến chúng không qua khỏi, hoặc bác sĩ thú y không thể cứu mạng sống của vật nuôi.
Mặc dù việc thể hiện sự buồn bã đối với cái chết của thú cưng là hành động lành mạnh và có vai trò quan trọng, nhưng trầm cảm có thể khiến cảm thấy mệt mỏi, cô đơn, và bị cô lập, bày tỏ lòng tôn kính đối với thú cưng. Liên lạc với gia đình và gặp gỡ họ thường xuyên vì người thân có thể giúp suy nghĩ tích cực và nhớ đến vật nuôi một cách trìu mến cũng như vượt qua nỗi thương tiếc, dù rằng một số người sẽ không hiểu được cảm giác mất đi thú cưng là như thế nào. Gia đình hoặc bạn bè có thể không hiểu được sự mất mát của động vật có thể so sánh với con người, và họ không đủ sự đồng cảm như mong muốn vì những người này có thể không nuôi thú cưng trong nhà nên họ không hiểu được sự gắn kết giữa người chủ và vật nuôi đã qua đời.
Trò chuyện với người thân và bạn bè cùng đồng cảm với nỗi đau và hiểu được cảm giác mất đi vật nuôi là như thế nào nhưng cần có sự đồng cảm chung và gắn kết với người nuôi thú cưng khác cũng từng trải qua sự mất mát va thương tiếc. Bày tỏ sự tôn kính đối với thú cưng: Tổ chức tang lễ hoặc buổi tưởng niệm cho thú cưng, có thể là nghi lễ quy mô nhỏ với mục đích tôn vinh sự sống của vật nuôi hoặc vấn đề tỉ mỉ hơn. Tuy rằng một số người cảm thấy việc tổ chức tang lễ cho thú cưng là không phù hợp, nhưng bạn vẫn nên làm điều mà mình cảm thấy đúng đắn với tư cách là chủ của vật nuôi và thực hiện các biện pháp nhằm giải tỏa niềm thương tiếc.
Tưởng nhớ thú cưng bằng đồ vật hoặc có thể trồng cây, tạo album ảnh thú cưng, hoặc lập bia mộ cho chúng, việc tạo dựng di sản của vật nuôi có thể giúp tưởng niệm cái chết của thú cưng cũng như vượt qua nỗi đau của bản thân, hoặc có thể bày tỏ lòng tôn kính đối bằng cách quyên góp tiền hoặc thời gian cho tổ chức từ thiện động vật dưới tên của chúng giúp thể hiện sự tôn kính đối với vật nuôi thông qua chăm sóc và hỗ trợ người khác. Chăm sóc vật nuôi khác trong nhà là liệu pháp, cho dù khó thỏa mãn nhu cầu cho thú cưng khác sau khi một con qua đời, nhưng vẫn nên dành thời gian quan tâm đến những con vật khác trong nhà, chúng cũng sẽ có cảm giác buồn phiền khi mất đi bạn của mình, đặc biệt khi sống với nhau từ nhỏ.
Việc tập trung đáp ứng nhu cầu cho thú cưng khác giúp vượt qua và sống tiếp với sự mất mát này, cũng là cách tôn vinh vật nuôi đã qua đời bằng cách trao tình yêu thương và sự quan tâm chăm sóc cho những thú cưng khác. Cân nhắc nuôi thú cưng mới là một cách để sống tiếp và tôn kính vật nuôi, thay vì xem chúng là con vật thay thế, nên nghĩ rằng thú cưng mới sẽ giúp bước sang một chương mới trong mối quan hệ giữa chủ và vật nuôi. Thú cưng mới giúp có cơ hội thể hiện lòng yêu thương và quan tâm với động vật cũng như vượt qua nỗi đau khi mất đi thú cưng cũ. Một số người cho rằng họ không thể nhận nuôi thú cưng mới vì như vậy là không trung thành với vật nuôi đã qua đời nên sẽ cần nhiều thời gian suy xét việc nuôi thú cưng sau khi thú cưng cũ qua đời.
Đối với trẻ em, tùy theo độ tuổi, khả năng nhận thức của trẻ mà có cách nói chuyện với chúng khi vật nuôi qua đời. Nếu thú nuôi đã già và sẽ chết vì bị bệnh, hãy nói chuyện với chúng trước khi con thú qua đời để giải thích rằng các bác sĩ thú y đã làm tất cả những gì có thể, con thú yêu sẽ không thể khỏe lại, đó là một cách mà thú yêu sẽ không còn cảm thấy đau nữa, nó sẽ ra đi một cách bình yên, không đau đớn và cũng không sợ hãi. Hãy dùng những từ ngữ thích hợp để nói chuyện, giúp trẻ vượt qua nỗi buồn của sự mất mát. Nếu thú nuôi chết một cách đột ngột, giải thích một cách ngắn gọn những gì đã xảy ra và lựa lời để trả lời những câu hỏi của trẻ.
Không nên nói sai sự thật về cái chết của thú nuôi với trẻ. Đừng nói với trẻ rằng thú yêu của chúng bị lạc, hay đang đi chơi xa, như vậy sẽ làm buồn vì mất một người bạn, khi con trẻ biết được sự thật, chúng sẽ giận vì đã nói dối. Nếu chúng hỏi về những gì sẽ xảy ra cho thú nuôi sau khi chết, hãy nói với trẻ những điều mà tin tưởng, hoặc đơn giản nói rằng không biết. Hoặc cũng có thể nói rằng cái chết là một điều bí ẩn. Khi thú nuôi chết đi, trẻ có thể trải qua một thời kỳ khó khăn, không chỉ buồn, mà còn cảm thấy cô đơn, tức giận vì đã để cho thú nuôi phải chết, thất vọng vì không thể giúp thú nuôi khỏe lại được, hoặc cảm thấy tội lỗi vì đã không chăm sóc cho chúng tốt hơn. Hãy giải thích rằng đó là những cảm giác bình thường. Đến lúc thích hợp, có thể nhận nuôi một con thú nuôi khác, không phải làm vật thay thế  mà là một cách chào mừng một thành viên mới đến với gia đình.

## Trong tôn giáo
Một số tôn giáo trên thế giới cho rằng vật nuôi yêu quý sẽ cùng gia đình họ đến thế giới bên kia. Việc thờ cúng động vật phổ biến trong thế giới cổ đại, ảnh hưởng đến phong tục chôn cất động vật. Việc ướp xác động vật được thực hiện ở Ai Cập cổ đại, và có ý nghĩa đặc biệt đối với mèo ở một số khu vực của văn hóa. Người Ai Cập tin rằng việc ướp xác là bắt buộc để được thừa nhận sang thế giới bên kia, đảm bảo sự bất tử của động vật.
Một số gia đình Ai Cập cổ đại tin rằng vật nuôi được ướp xác sẽ giữ cho những người đồng hành đã khuất ở thế giới bên kia. Những vật nuôi phổ biến nhất của Ai Cập bao gồm mèo, chó, cầy mangut, khỉ, linh dương và chim. Nhiều người Ai Cập rất yêu quý vật nuôi của họ, và phong tục để tang cho sự mất mát của một vật nuôi thân yêu bao gồm khóc và cạo lông mày. Vật nuôi của Ai Cập cổ đại được đặt tên như chúng ta đặt tên cho vật nuôi ngày nay, bằng chứng là hơn 70 tên gọi được giải mã trong các bản khắc xác định hài cốt xác ướp chó cưng.
Các tôn giáo hiện đại được phân chia về việc liệu động vật không phải con người có được cho là có linh hồn hay không, khả năng tái sinh và liệu động vật có tồn tại ở thế giới bên kia hay không. Khi không có một niềm tin tôn giáo chung, nhiều người nuôi thú cưng đã chấp nhận khái niệm Cầu vồng Thiêng đàng cho thú cưng. Khái niệm, nguồn gốc của nó, không được biết rõ ràng, nói về một nơi đoàn tụ ẩn dụ hoặc thần thoại, nơi những con vật nuôi chết sống trong một không gian mộng tưởng, chúng trẻ mãi và không còn đau đớn và đau khổ, cho đến khi con người đồng hành của họ đến khi họ chết. Tại thời điểm này, (những) con vật cưng chạy đến với con người đồng hành của chúng, và chúng cùng nhau bước vào thiên đường, không bao giờ bị chia tay nữa.